# Gematigde bossen van Nelson Coast
De gematigde bossen van Nelson Coast (Engels: Nelson Coast temperate forests) vormen een ecoregio van gematigde bossen in het noordwesten van het Zuidereiland in Nieuw-Zeeland. 

## De ecoregio
De bossen bevinden zich op de flanken van de Paparoa Range en andere bergen in het uiterste noordwesten van het Zuidereiland. Het gebied is dichtbebost en er valt veel regen, vooral op de westelijke hellingen (5000 millimeter per jaar), maar minder aan de beschutte oostkant (1600 millimeter per jaar), waar zich ook zandstranden bevinden langs de kust, die onderdeel uitmaken van het Nationaal park Abel Tasman. De westelijke kustlijn wordt daarentegen blootgesteld aan ruwe weersomstandigheden. Binnen de ecoregio zijn natuurlijke landschapskenmerken zoals de kalkstenen Pannenkoekrotsen (Pancake Rocks) nabij de stad Punakaiki aan de rand van Nationaal park Paparoa, Farewell Spit in het uiterste noorden van het eiland, de langste schoorwal van Nieuw-Zeeland met de nabijgelegen Te Waikoropupu Springs en de karstgebieden op de flanken van Mount Owen in het Nationaal park Kahurangi.
Er zijn in deze ecoregio verschillende landvormen en gesteentes te vinden. Langs de westelijke kustrand zijn in het gesteente oude zee- en rivierterassen zichtbaar, afgewisseld met kalksteenlangen. Het meest zichtbaar is dit bij de zogenaamde Pannenkoekrotsen en de meer noordelijker gelegen rivier Oparara. Het centrale gebied bevat oudere sedimentaire gesteenten en een mix van hard graniet, gneis, ultramafisch gesteente en marmer, met af en toe stroken van bovenliggend kalksteen. De oudste landvormen, voornamelijk de overblijfselen van grote schiervlakten, zijn te zien in de Gouland Downs en Mt Arthur Tablelands. Over andere schiervlakten liggen rotsen die dateren uit het Tertiair, veelal begroeid met hooggelegen heidevelden zoals op het Thousand Acre Plateau. In deze voorgenoemde gesteentes zijn verschillende fossielen aangetroffen, waaronder trilobieten en Perm-fossielen. Ook zijn er glaciale kenmerken in deze ecoregio, zoals U-dalen, keteldalen en spoelzandvlaktes.
Het gebied in het zuiden van de ecoregio, dichter bij de Alpine Fault en andere nabijgelegen breuken, is seismisch actief. Hierdoor zijn er enkele grote aardbewegingen geweest, waaronder in 1929 en 1968. De aardverschuivingen die deze aardbevingen veroorzaken, creëren weer nieuwe landschapskenmerken, zoals de Maruia-watervallen. Deze werden gevormd toen een aardverschuiving de koers van de Maruia-rivier verlegde. 
De regio heeft de grootste en meest diverse karstlandschappen van Nieuw-Zeeland. Deze karstkenmerken komen overal voor, van zeeniveau tot in de alpiene zone. De karst doet zich voor in relatief jonge kalksteen en in ouder gemetamorfoseerd marmer. Bijzonderheden zijn de Waikoropupu Springs, gevoed door een enorme marmeren watervoerende laag uit de Pikikiruna Range, en de glaciale alpiene karst van Mount Owen. De hooggelegen karstgebieden bevatten de diepste grot die momenteel bekend is op het zuidelijk halfrond (889 meter) en de langste grotten van het land (39 kilometer).

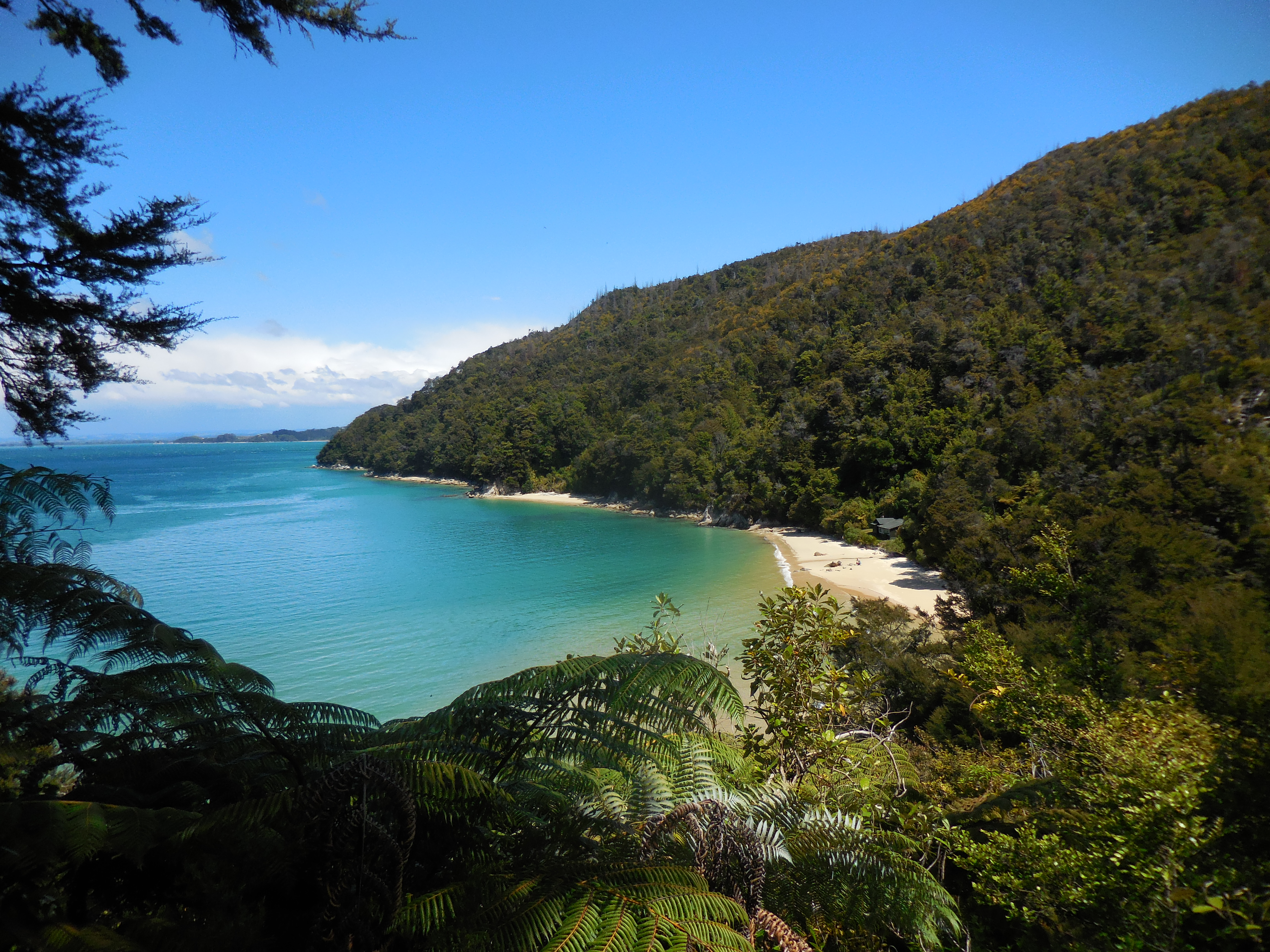
Beschutte stranden in het Nationaal park Abel Tasman
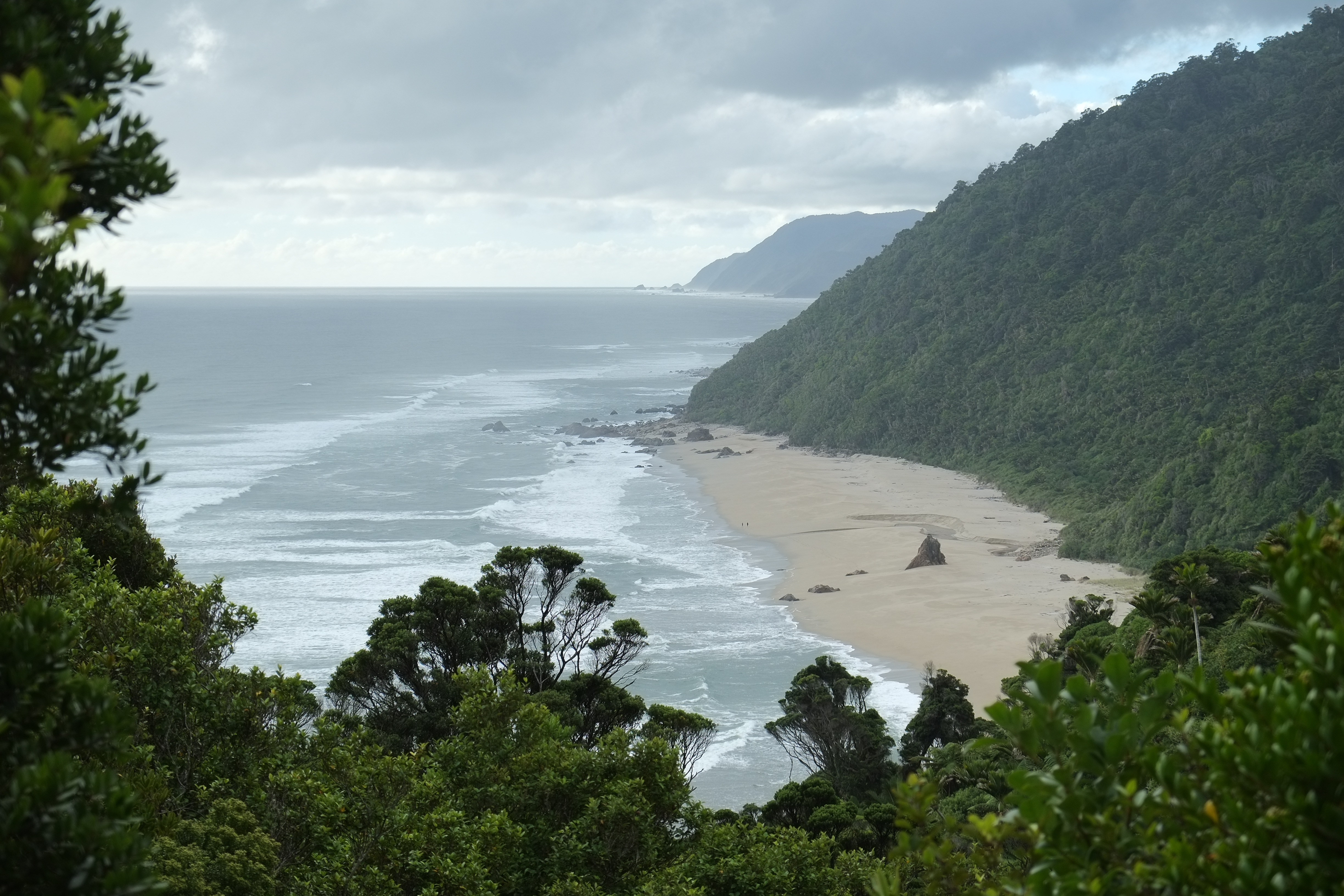
Ruige westkust in het Nationaal park Kahurangi
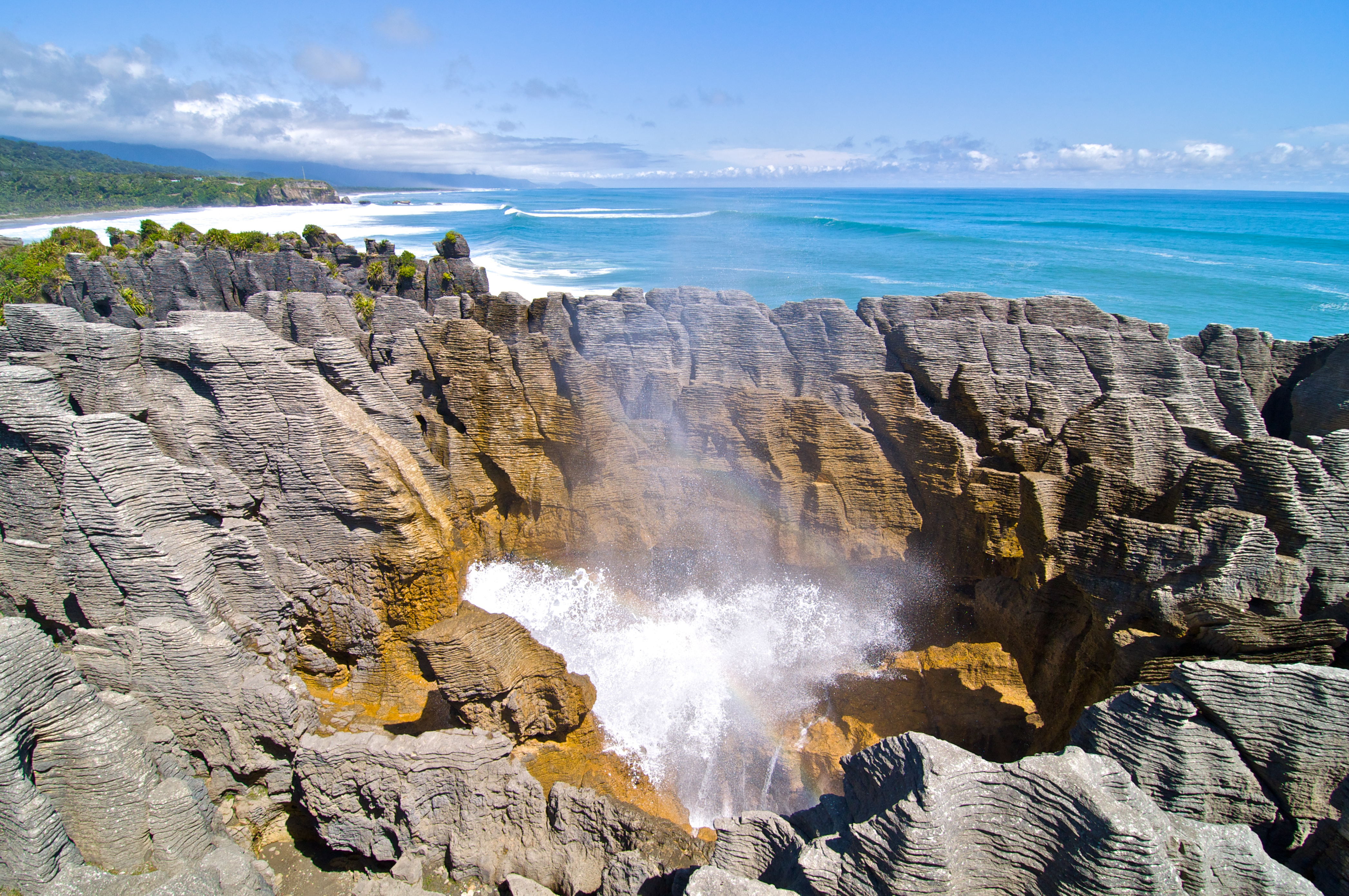
Pannenkoekrotsen (Pancake Rocks) in het Nationaal park Paparoa
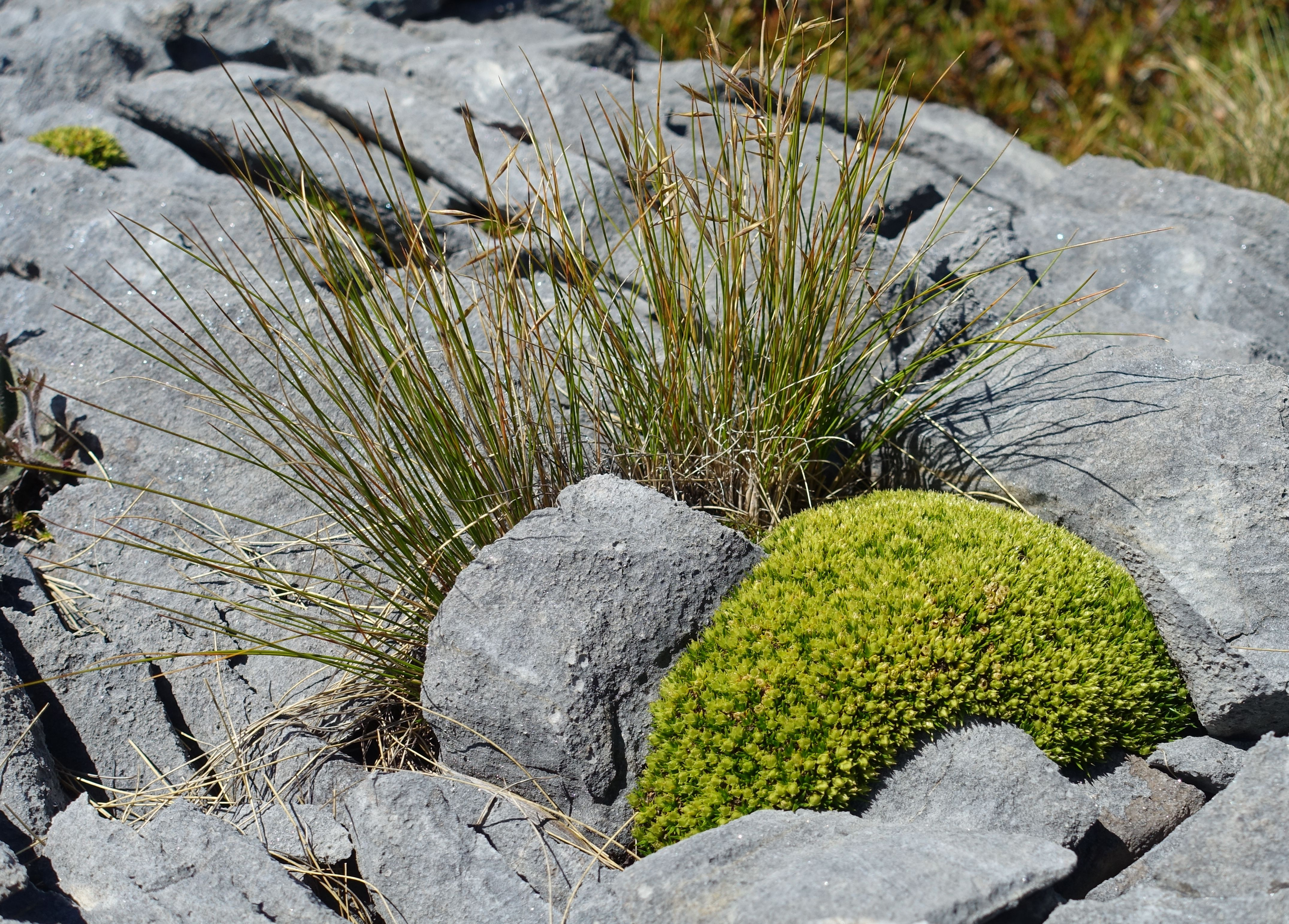
Alpiene flora op Mount Arthur in Nationaal park Kahurangi
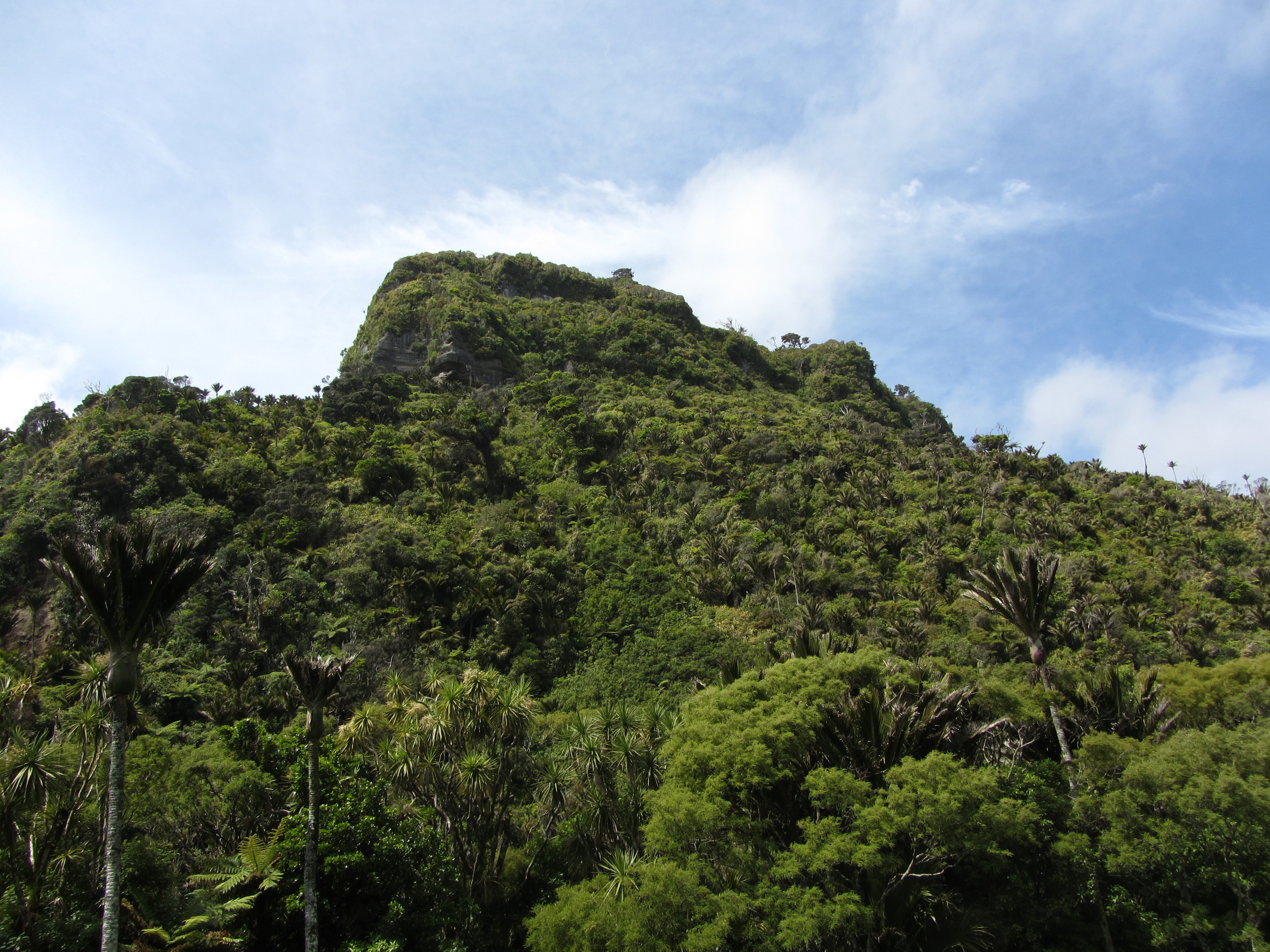
Bergachtig en dichtbebost landschap in de Paparoa Range

## Flora
De helft van de 2450 plantensoorten in Nieuw-Zeeland komt voor in deze  ecoregio. Ondanks dat de alpiene habitat reletief klein is binnen deze ecoregio, is het percentage alpiene flora 80 procent. Vijfennegentig procent van het land boven de 600 meter is bedekt met hooggelegen bossen en alpiene pollenvormende kruiden (tussock herbfield). Ten minste 38 soorten of 12 procent van de 320 nationaal bedreigde planten in het land komen voor in deze ecoregio, en bedreigde planten omvatten 18 van de 75 regionaal endemische soorten.
Nabij de kust en op de westelijke hellingen zijn er kleine gebieden met regenwoud, waarin boomsoorten voorkomen als noordelijke rata (Metrosideros robusta), rimu (Dacrydium cupressinum) en miro (Prumnopitys ferruginea), evenals de soorten karaka (Corynocarpus laevigatus) en de nikaupalm (Rhopalostylis sapida). Deze bossen hebben een rijke onderlaag van (boom)varens, klimplanten en heesters. 
Meer naar het oosten is het grootste deel van de ecoregio echter bedekt met bossen die bestaan uit 'zuidelijke beuken'. Het gaat hier om de soorten Nothofagus fusca, Nothofagus menziesii, Nothofagus truncata in de lagere gedeeltes en Nothofagus solandri meer hogerop. In de minder vruchtbare rotsachtige gebieden komt de soort Halocarpus biformis en soorten uit het geslacht Dracophyllum voor, waaronder de endemische Dracophyllum townsonii en de  soort Dracophyllum traversii. Op de hoogste delen van de ecoregio komen alpiene plantensoorten voor, zoals Celmisia dallii.

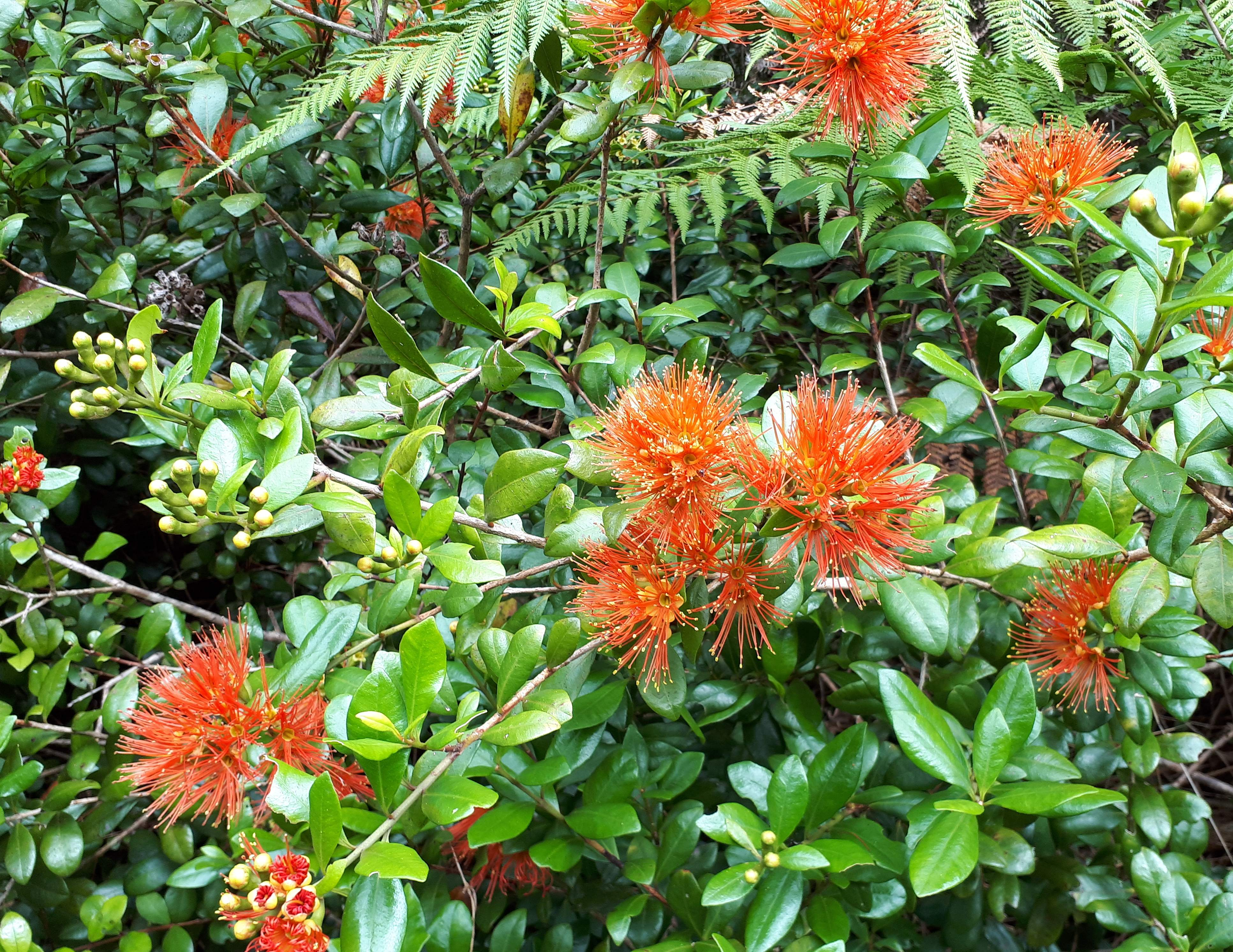
Noordelijke rata Metrosideros robusta
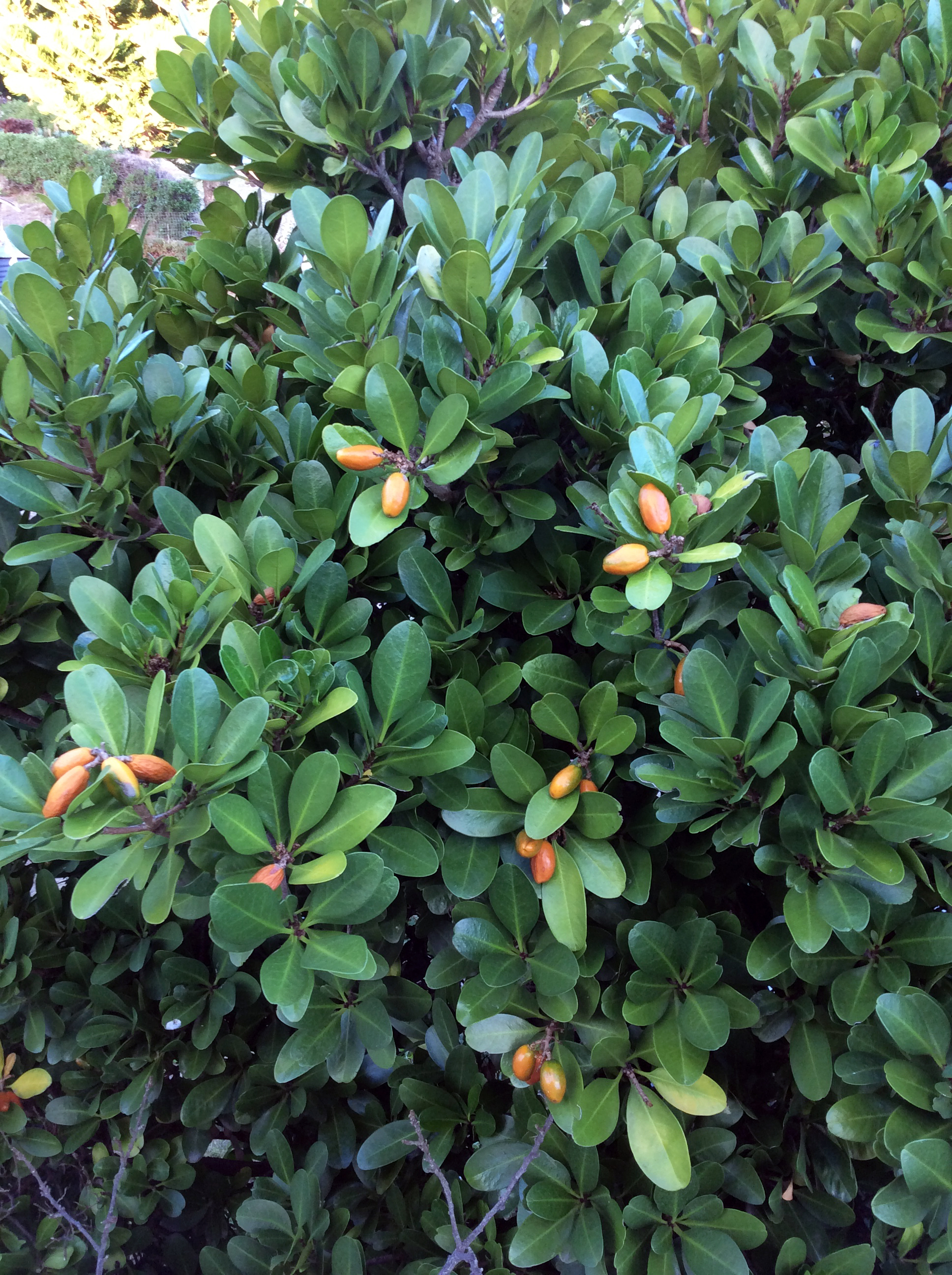
Karaka Corynocarpus laevigatus
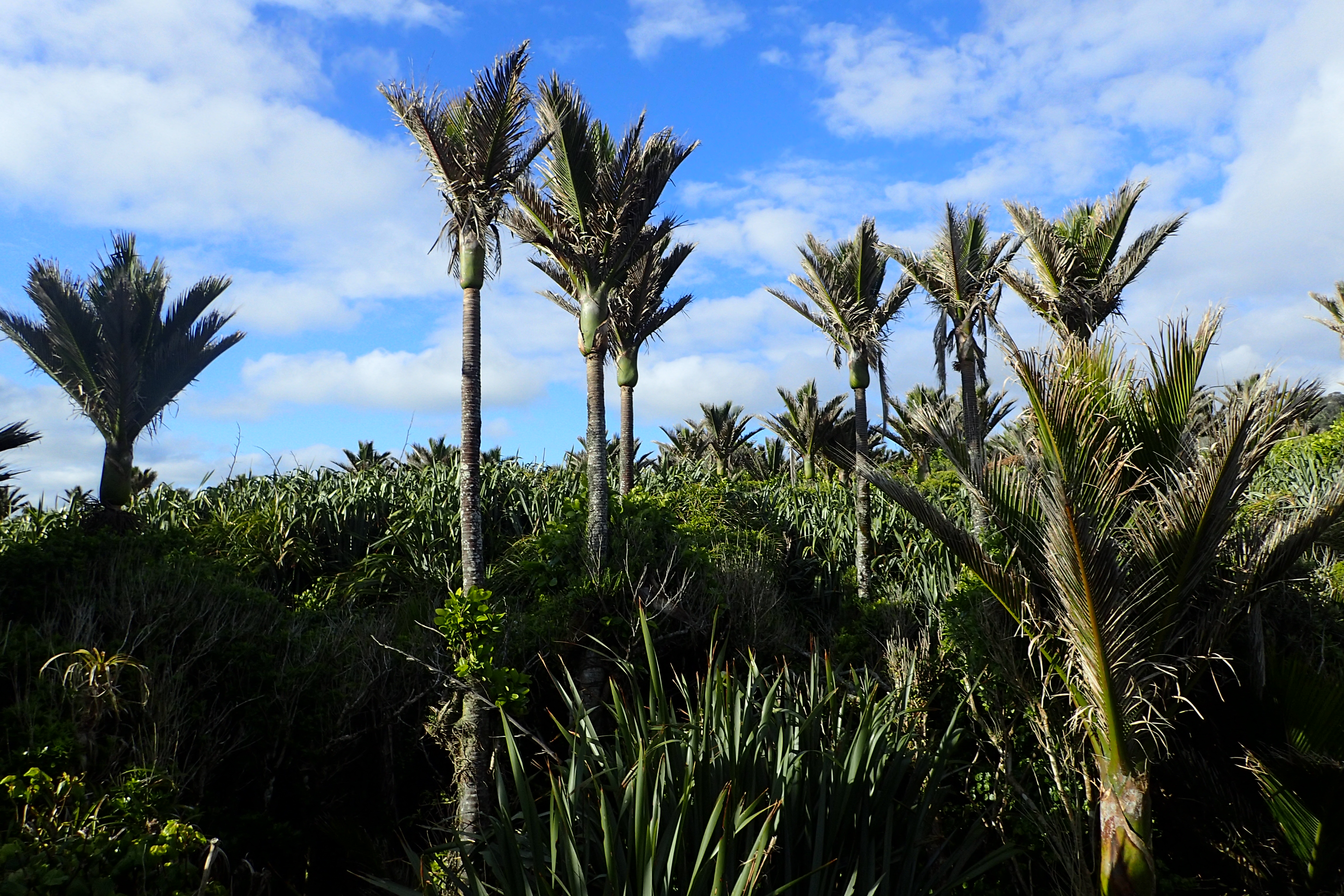
Nikaupalm Rhopalostylis sapida
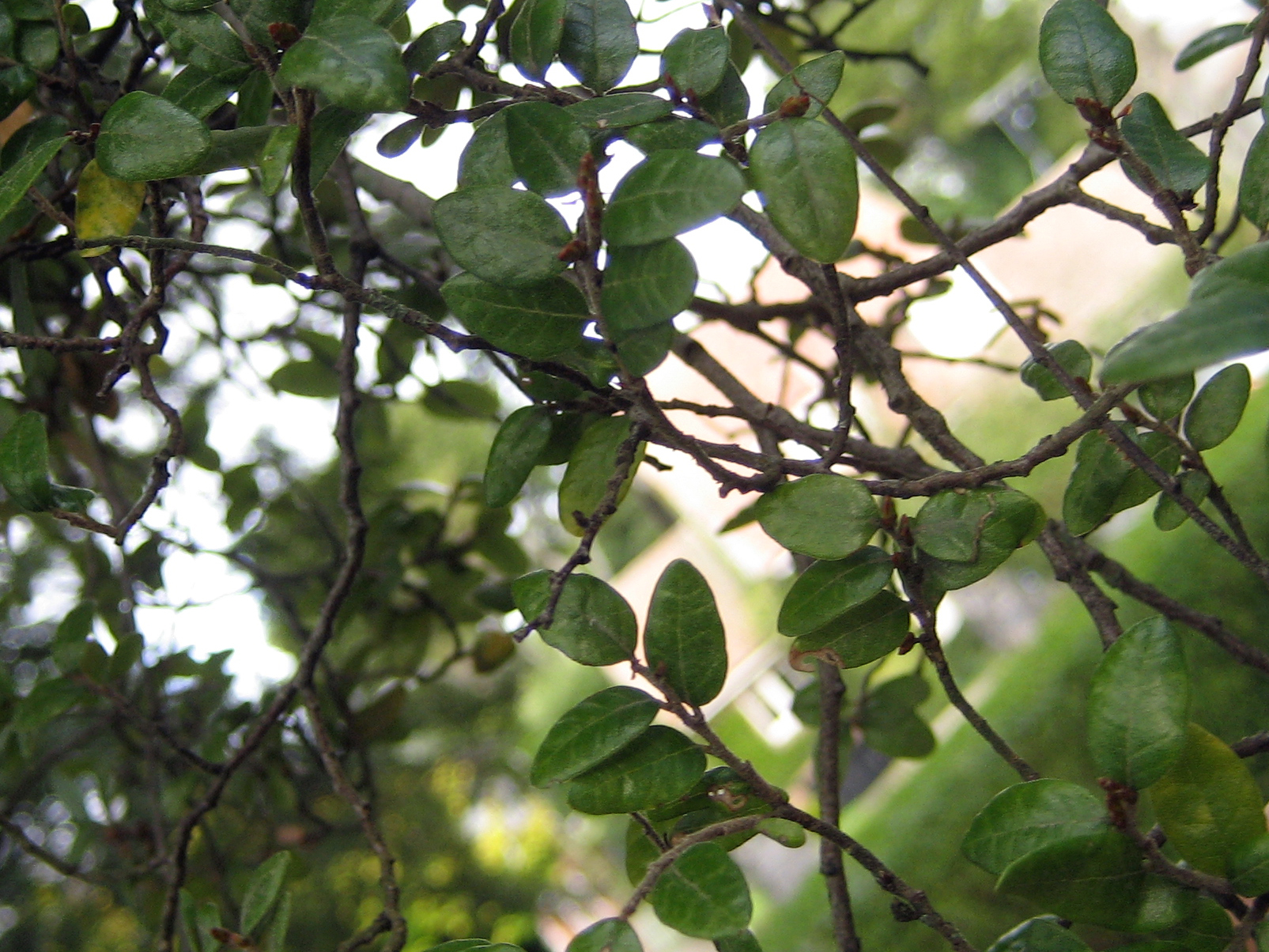
Nothofagus solandri
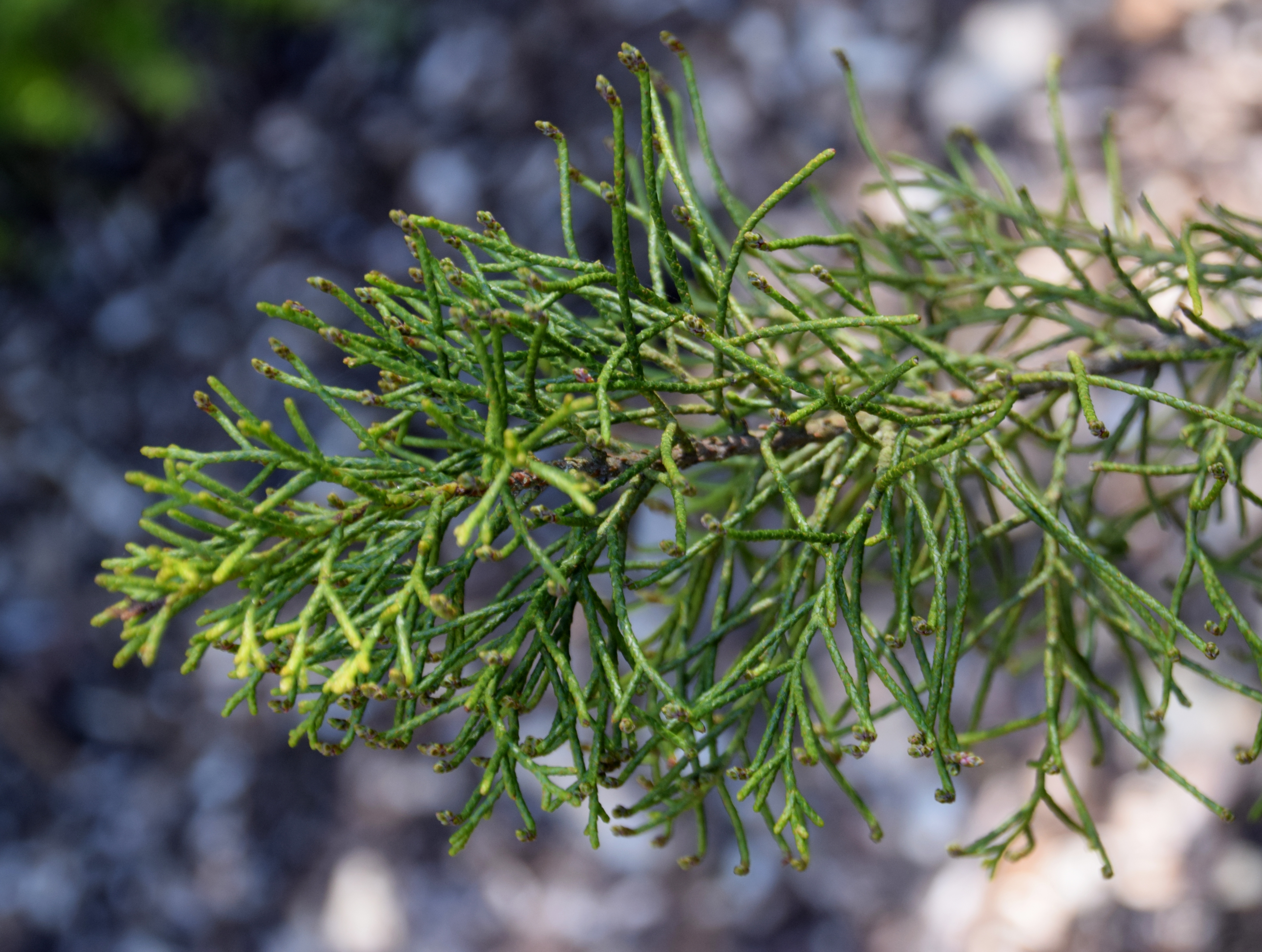
Halocarpus biformis
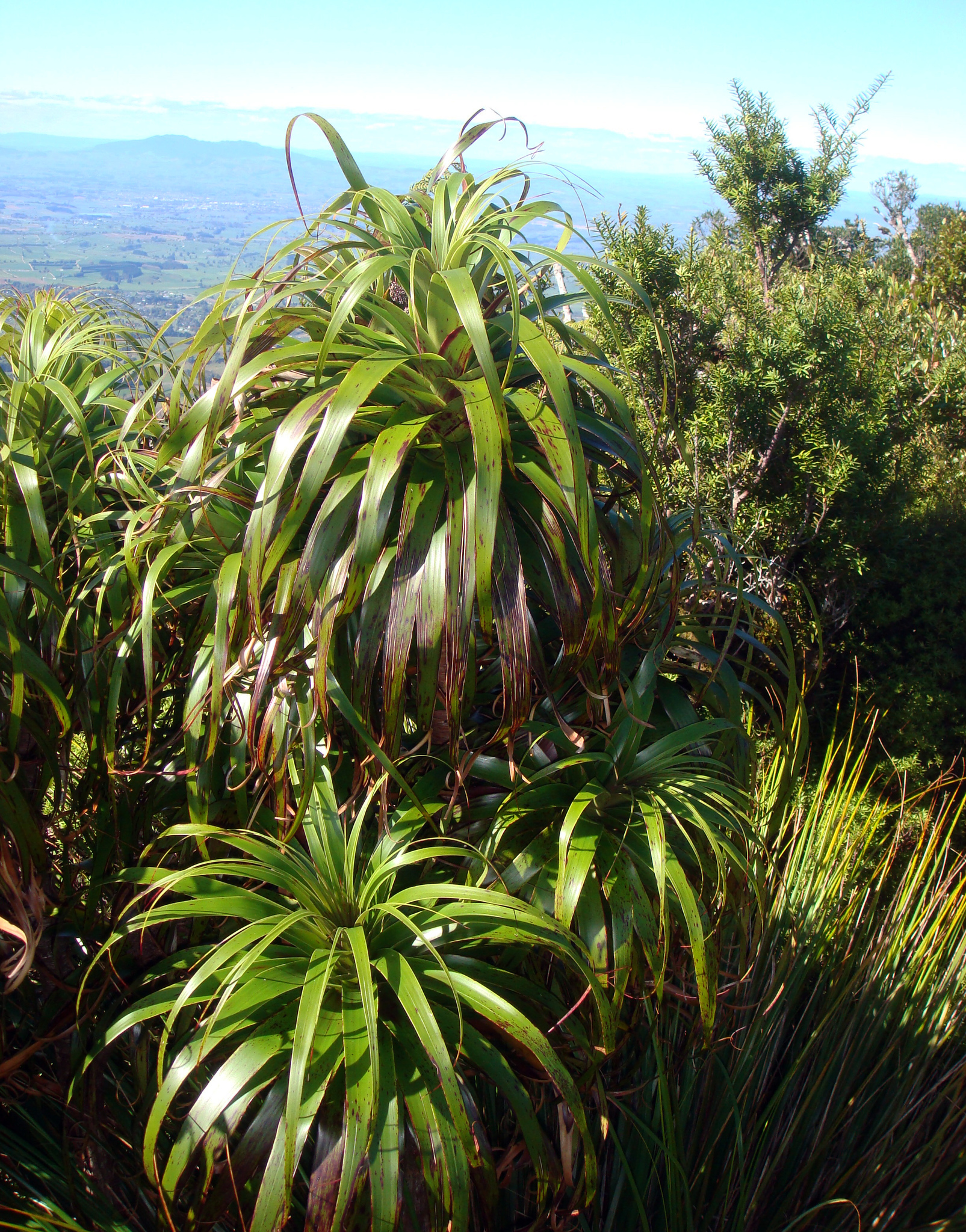
Dracophyllum traversii

## Fauna
Het gevarieerde landschap creëert tal van verschillende habitats waarin veel verschillende diersoorten leven. In de gehele ecoregio komen vogels voor zoals de kaka (Nestor meridionalis), de kereru of Nieuw-Zeelandse vruchtenduif (Hemiphaga novaeseelandia) en de Nieuw-Zeelandse valk (Falco novaeseelandiae). De ongerepte hooglanden in deze ecoregio zijn een bolwerk voor veel vogelsoorten zoals de grote grijze kiwi (Apteryx haastii) en de blauwe eend (Hymenolaimus malacorhynchos). Beide vogelsoorten zijn verdwenen uit de meer in cultuur gebrachte laaglandgebieden.
Farewell Spit, op het puntje van de noordkust, is de langste schoorwal van het land met moddervlaktes die onderdeel uitmaken van het grootste Intergetijdengebied. Het is een belangrijke halteplaats en foerageergebied voor ongeveer 90 vogelsoorten, voornamelijk trekvogels en lokale steltlopers. Rosse grutto's (Limosa lapponica baueri), kanoeten (Calidris caanutus) en steenlopers (Arenaria interpres) zijn de meest voorkomende soorten. Het aan de westkust gelegen Paparoa National Park, heeft de enige broedkolonie op het vasteland van de endemische Westlandstormvogel (Procellaria westlandica). Het is een van de weinige plaatsen ter wereld waar alle soorten stormvogels op het vasteland broeden.
Studies hebben aangetoond dat het meest noordelijke deel van het Zuidereiland bijzonder rijk is aan ongewervelde diersoorten. De koele en vochtige montane beukenbossen en subalpiene 'tussock' begroeiing van deze ecoregio herbergen ongeveer 29 gigantische landslakken uit het geslacht Powelliphanta. Dit zijn vleesetende slakken die zich voeden met inheemse wormen die nauw verwant zijn aan soorten die voorkomen in Australië en Zuid-Amerika. In de kalkrijke karstecosystemen in de nationale parken Kahurangi en Abel Tasman komen bijzondere soorten voor zoals 20 soorten grottensprinkhanen, 20 endemische keversoorten en de spinnensoort Spelungula cavernicola, die de grootste van Nieuw-Zeeland is.  

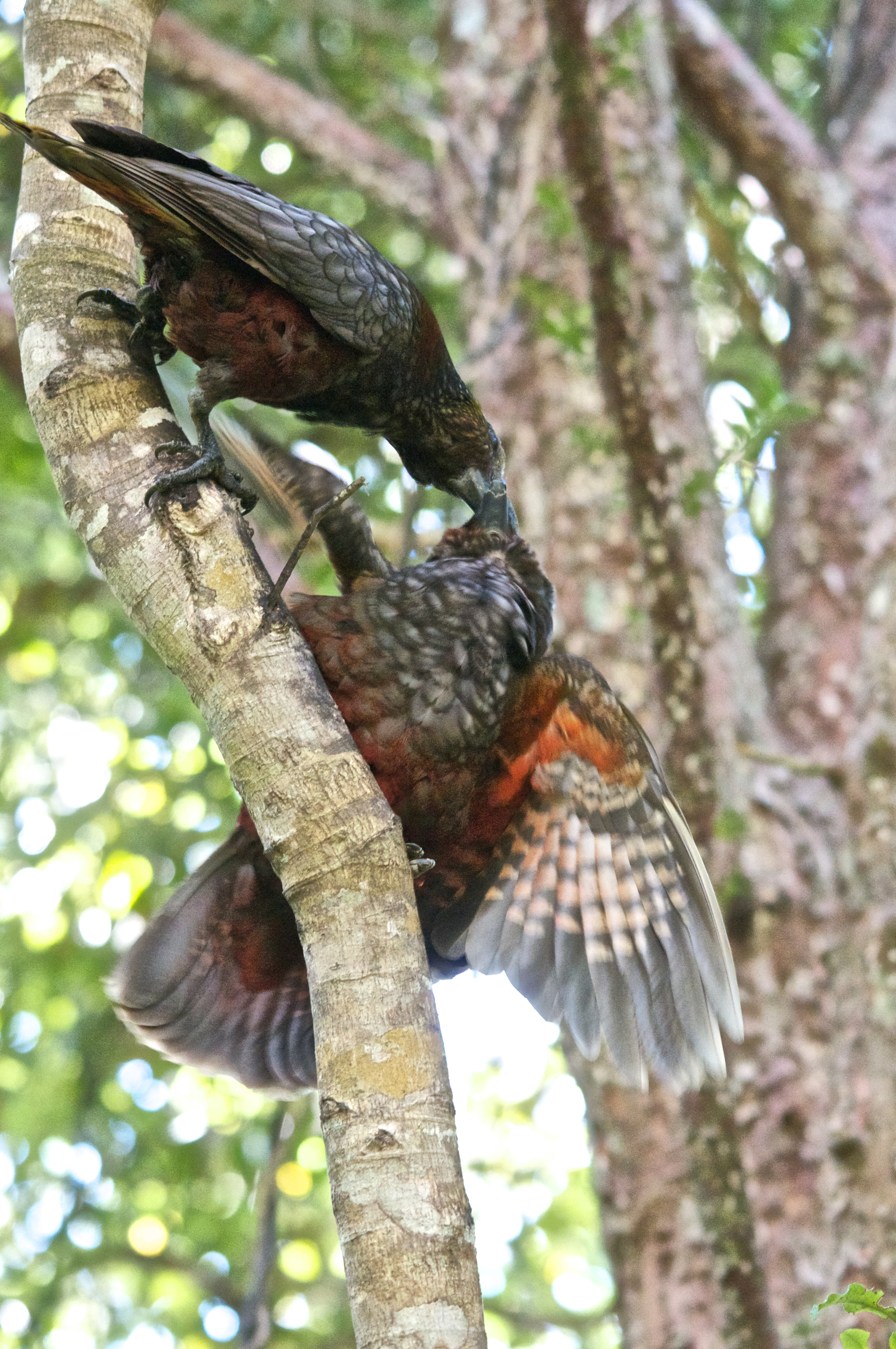
Kaka Nestor meridionalis
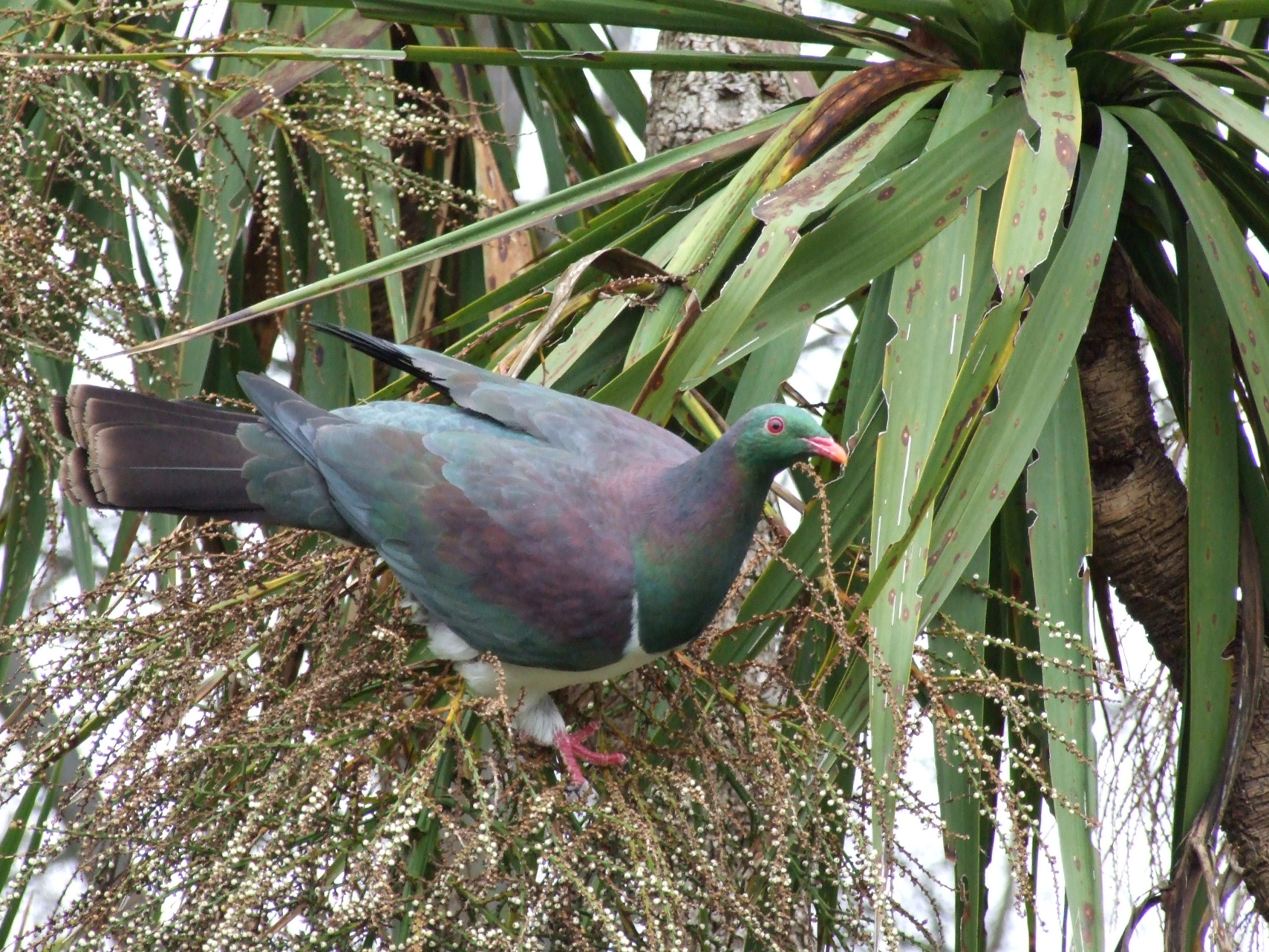
Nieuw-Zeelandse vruchtenduif Hemiphaga novaeseelandia
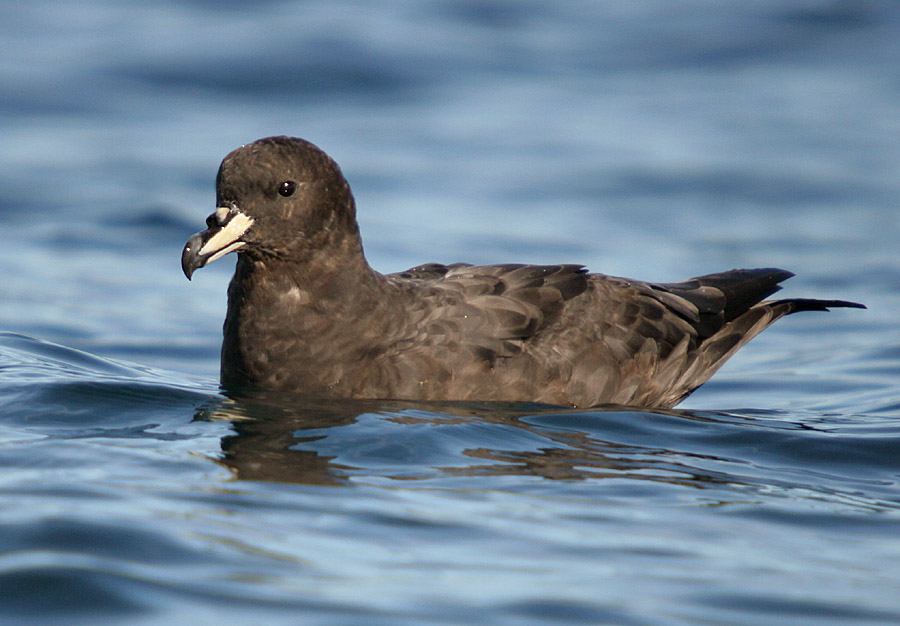
Westlandstormvogel Procellaria westlandica
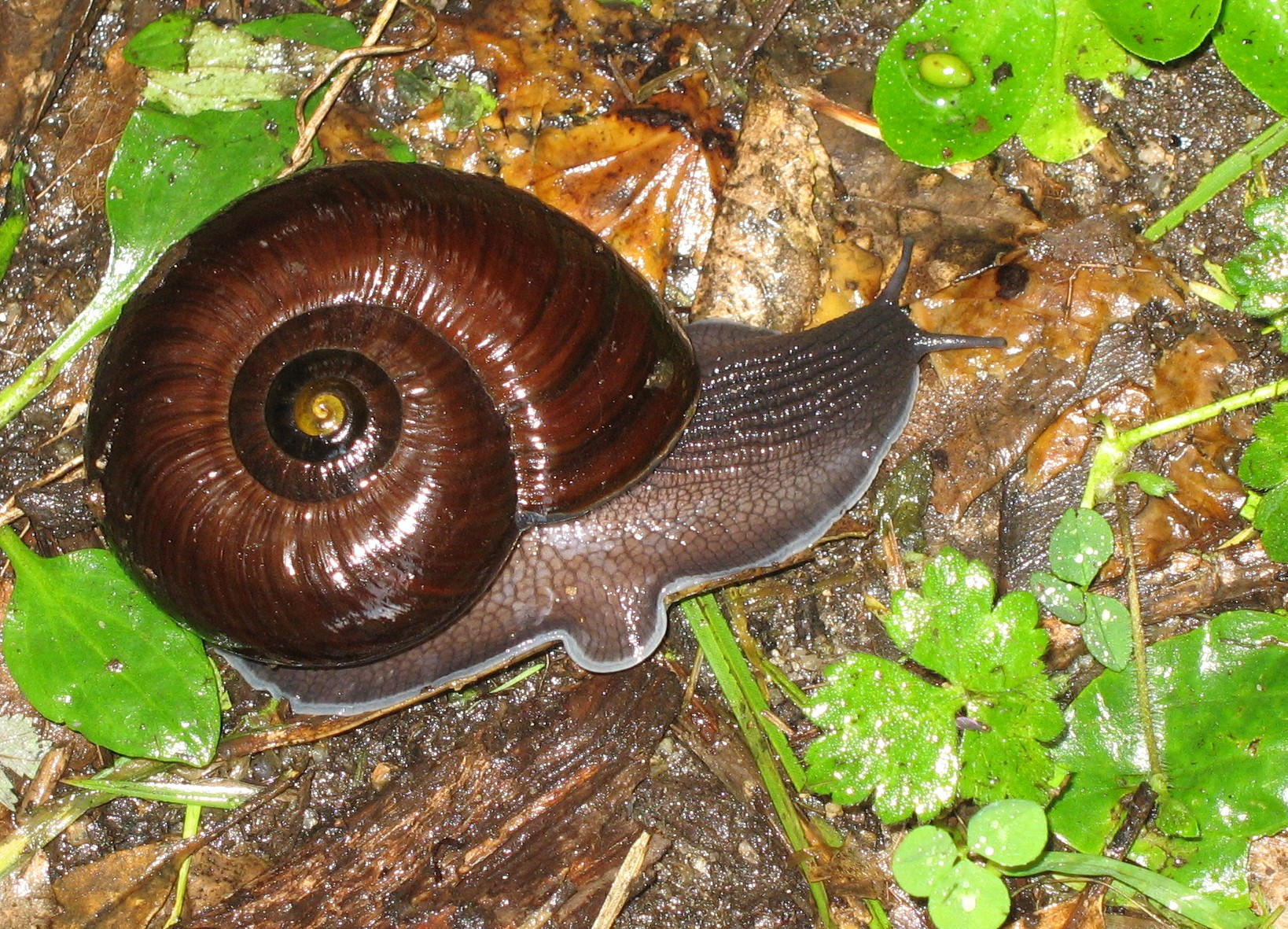
Powelliphanta annectens
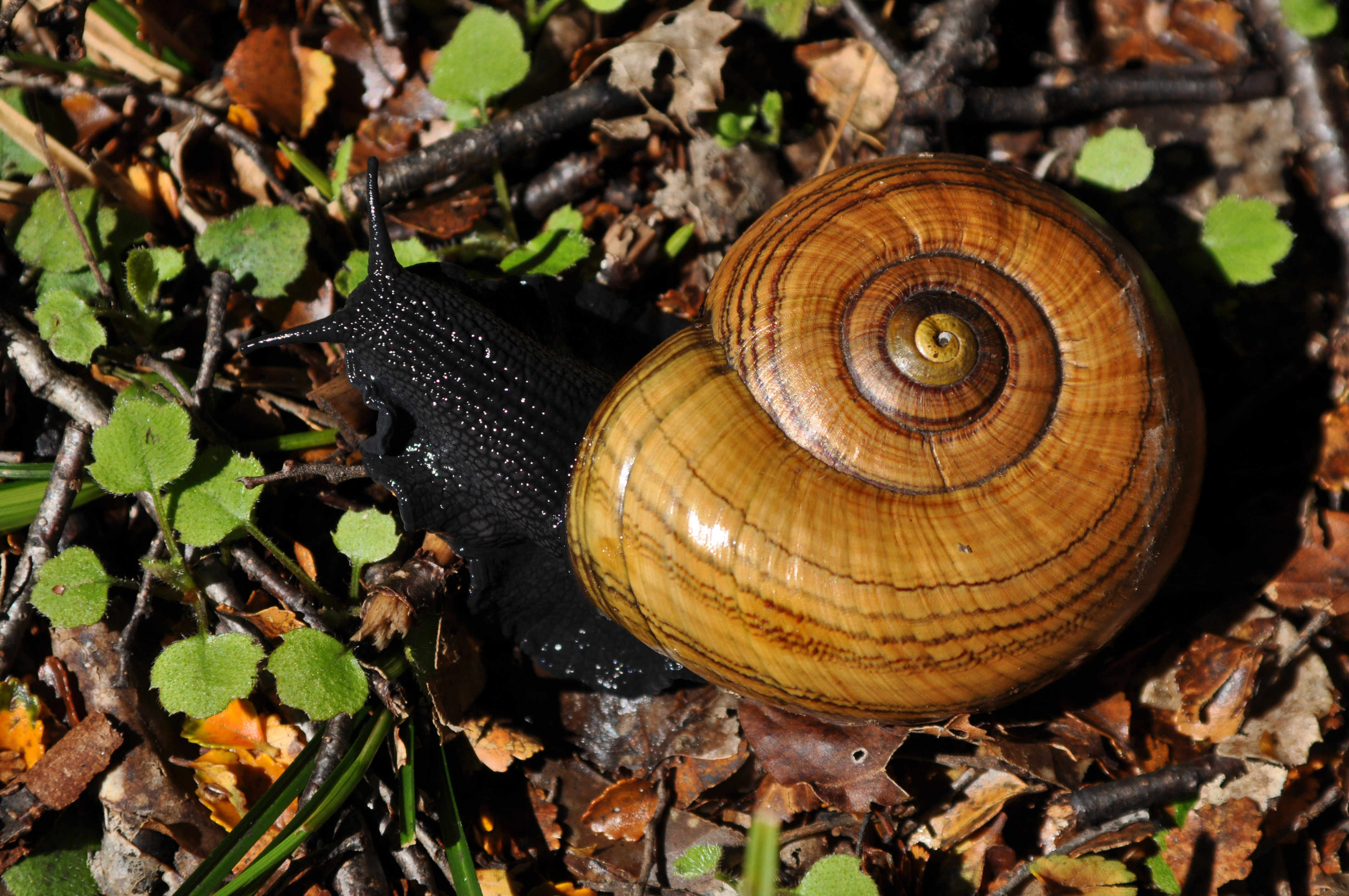
Powelliphanta hochstetteri hochstetteri
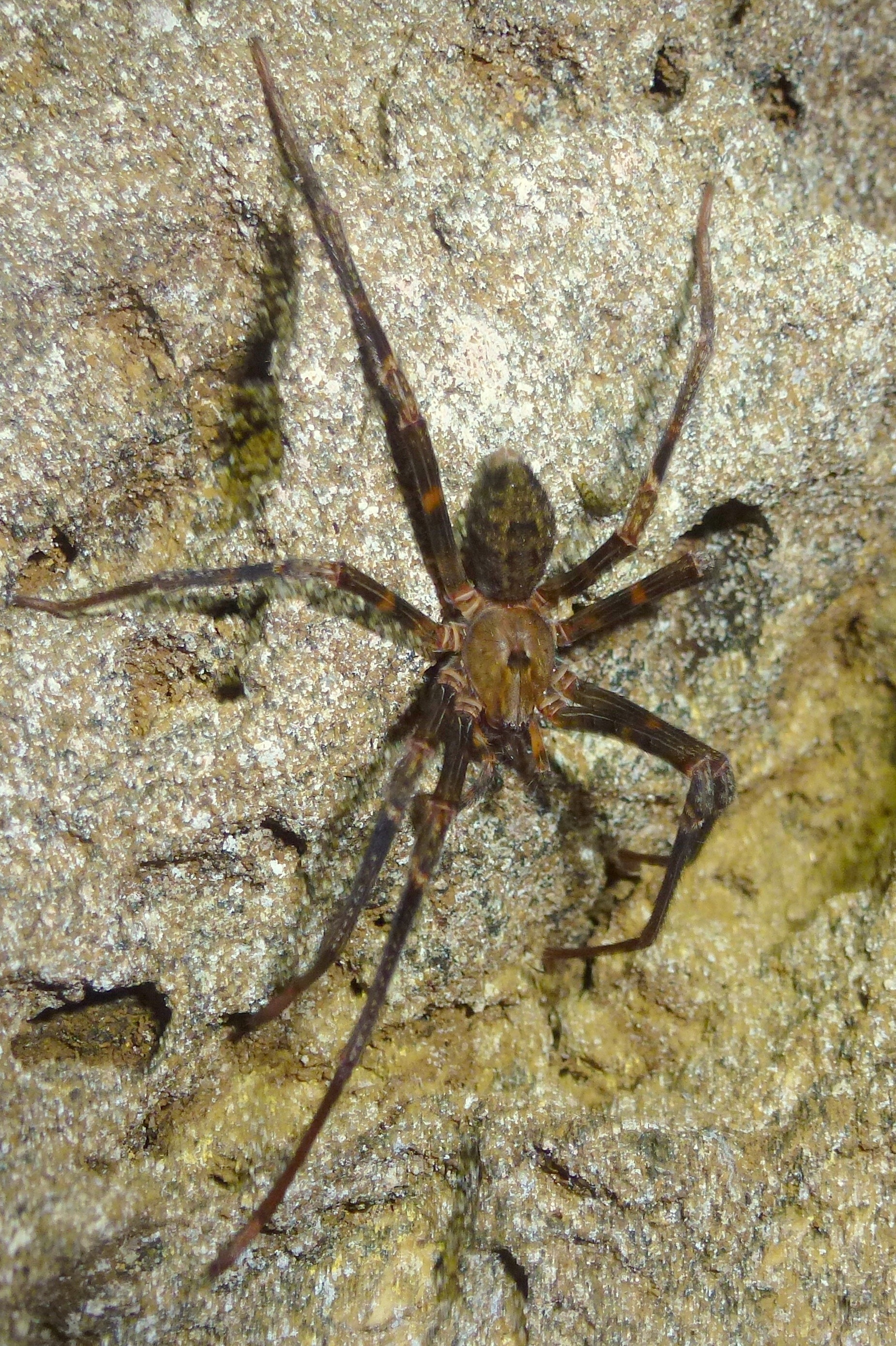
Spelungula cavernicola